# 横溝邦彦
横溝 邦彦（よこみぞ くにひこ、1957年11月29日 - ）は、日本の裁判官。岡山地方裁判所部総括判事、松江地方裁判所所長等を経て、広島高等裁判所部総括判事。

## 人物・経歴
岡山県倉敷市出身。中央大学法学部卒業。広島地方裁判所判事補、熊本地方裁判所判事補、岡山地方裁判所津山支部判事補、東京簡易裁判所判事、東京地方裁判所判事、広島地方裁判所呉支部判事、広島家庭裁判所判事、高松地方裁判所部総括判事、大阪地方裁判所部総括判判事、大阪高等裁判所判事、広島高等裁判所判事、岡山地方裁判所部総括判事を経て、2018年から松江地方裁判所所長、松江家庭裁判所所長を務め、人材育成などにあたった。2020年広島高等裁判所部総括判事。

## 裁判
- 熊本水俣病訴訟で主任裁判官として審理にあたった[1]。
- ベネッセ個人情報流出事件で、株主が原田泳幸元会長ら役員に対し損害賠償を求めた株主代表訴訟で、ベネッセホールディングスの義務違反が立証されていないとして、請求を棄却した[5]